# Hexi, Chongqing
Hexi (kinesiska: 合溪) är en köping i sydvästra Kina. Den ligger i stadsdistriktet Nanchuan, i storstadsområdet Chongqing, omkring 110 kilometer sydost om det centrala stadsdistriktet Yuzhong. Antalet invånare är 6 604. Befolkningen består av 3 229 kvinnor och 3 375 män. Barn under 15 år utgör 23,0 %, vuxna 15-64 år 62 %, och äldre över 65 år 13,0 %.